# Angela Hitler
Pour les articles homonymes, voir Hitler (homonymie).
Angela Hitler, née le 28 juillet 1883 à Braunau am Inn (Autriche-Hongrie) et morte le 30 octobre 1949 à Hanovre (Allemagne de l'Ouest), est la demi-sœur d'Adolf Hitler, issue du deuxième mariage de son père Alois Hitler avec Franziska Matzelberger (celui-ci s'étant marié une première fois avec Anna Glasl-Hörer) et la mère de Geli Raubal.

## Biographie
La mère d'Angela décéda quelques mois après sa naissance. Elle et son frère Alois furent élevés par leur père et par sa troisième épouse, Klara Pölzl. Son demi-frère Adolf naquit six ans après elle et ils grandirent en étant très proches, au point qu'elle fut le seul membre de sa fratrie qu'il mentionne dans Mein Kampf. À la mort de son père, elle avait 19 ans, et 24 ans au moment du décès de sa belle-mère. Entre-temps elle épousait son premier mari, Leo Raubal (1879-1910), un jeune inspecteur des impôts, avec qui elle eut un fils, prénommé lui aussi Leo (1906-1977), qui laissera lui-même un fils, Peter (né en 1931), puis en 1908 elle donnait naissance à sa première fille, « Geli » (diminutif d'Angela), et enfin en 1910 à sa seconde fille, Elfriede.
Leo Raubal devait décéder la même année, le 10 août 1910, et peu après elle déménagea à Vienne où, après la Première Guerre mondiale, elle devint la gérante de la Mensa Academia Judaica, une pension pour étudiants juifs où elle dut protéger son office contre des attaques antisémites.
Angela n'eut aucun rapport avec Adolf pendant une dizaine d'années, qui ne reprit contact avec elle qu'en 1919. En 1928, elle vint en Allemagne, s'installa à Obersalzberg avec sa fille Geli et y tint l'intérieur de son frère.
Angela désapprouva sévèrement la relation de son demi-frère avec Eva Braun ; cela, ainsi que le suicide mystérieux de sa fille Geli en 1931, l'amena par la suite à quitter Berchtesgaden et à s'installer à Dresde. Adolf Hitler rompit ses relations avec elle et n'assista même pas à son mariage avec le professeur Martin Hammitzsch. Il semble cependant qu'il reprit contact avec elle durant la Seconde Guerre mondiale et qu'elle lui servit d'intermédiaire pour le reste de sa famille avec laquelle il ne désirait pas entrer en contact.
En 1941, elle vendit ses mémoires concernant ses années de vie où elle côtoya Adolf à l'éditeur Eher Verlag, qui la paya 20 000 Reichsmarks.
Au printemps 1945, après la destruction de Dresde, Hitler l'envoya à Berchtesgaden pour lui éviter d'être faite prisonnière par les troupes soviétiques. Il lui remit aussi, ainsi qu'à sa jeune sœur Paula, 100 000 Reichsmarks pour qu'elles puissent subvenir à leurs besoins futurs.
Après la fin de la guerre, elle affirma toujours que ni son frère ni elle ne surent jamais rien sur les atrocités commises dans les camps d'extermination. Elle prétendait que si Adolf Hitler avait su ces choses, il les aurait empêchées.

## Dans la culture populaire
Dans le film L'As des as (1982) de Gérard Oury, dont l'action se déroule pendant les Jeux olympiques de Berlin de 1936, Angela Hitler est représentée comme la maîtresse de maison du Berghof de Berchtesgaden. L'acteur Günter Meisner joue à la fois le rôle d'Angela et celui d'Adolf Hitler.
Dans Hitler : La Naissance du mal (2003), téléfilm de Christian Duguay, elle est jouée par Julie-Ann Hassett.